# Liste der Biografien/Rosem
Liste der Biografien |
Portal Biografien |
Personensuche
# |
A |
B |
C |
D |
E |
F |
G |
H |
I |
J |
K |
L |
M |
N |
O |
P |
Q |
R |
S |
T |
U |
V |
W |
X |
Y |
Z |
?
 
Ra |
Rb |
Rd |
Re |
Rh |
Ri |
Rj |
Rk |
Rl |
Rm |
Rn |
Ro |
Rr |
Rs |
Rt |
Ru |
Rv |
Rw |
Rx |
Ry |
Rz
 
Roa |
Rob |
Roc |
Rod |
Roe |
Rof |
Rog |
Roh |
Roi |
Roj |
Rok |
Rol |
Rom |
Ron |
Roo |
Rop |
Roq |
Ror |
Ros |
Rot |
Rou |
Rov |
Row |
Rox |
Roy |
Roz 
 
Rosa |
Rosb |
Rosc |
Rosd |
Rose |
Rosh |
Rosi |
Rosj |
Rosk |
Rosl |
Rosm |
Rosn |
Roso |
Rosp |
Rosq |
Ross |
Rost |
Rosu |
Rosv |
Rosw |
Rosy |
Rosz 
 
Rosea |
Roseb |
Rosec |
Rosed |
Rosef |
Roseg |
Roseh |
Rosei |
Rosel |
Rosem |
Rosen |
Roseo |
Roser |
Roses |
Roset |
Rosev |
Rosew |
Rosey
Die Liste der Biografien führt alle Personen auf, die in der deutschsprachigen Wikipedia einen Artikel haben. Dieses ist eine Teilliste mit 35 Einträgen von Personen, deren Namen mit den Buchstaben „Rosem“ beginnt.

## Rosem

### Rosema
- Roseman, Josh (* 1972), US-amerikanischer Jazzmusiker
- Roseman, Mark (* 1958), britischer Schriftsteller
- Roseman, Ronald (1933–2000), US-amerikanischer Oboist, Musikpädagoge und Komponist
- Roseman, Saul (1921–2011), US-amerikanischer Biochemiker
- Roseman-Gannon, Ruby (* 1998), australische Radrennfahrerin
- Rosemann, Daniel (* 1980), deutscher Medienmanager
- Rosemann, Hans († 1914), deutscher Apotheker und Unternehmer
- Rosemann, Hans-Ulrich (1904–2006), deutscher Physiologe und Hochschullehrer
- Rosemann, Harald (* 1937), deutscher Ingenieur
- Rösemann, Hedwig († 1665), Opfer der Hexenverfolgungen in Niemegk
- Rosemann, Heinz Rudolf (1900–1977), deutscher Kunsthistoriker
- Rosemann, Julius (1878–1933), deutscher Politiker (SPD, USPD), MdR
- Rosemann, Leonard (* 1998), deutscher Synchronsprecher
- Rosemann, Martin (* 1976), deutscher Volkswirt und Politiker (SPD), MdB
- Rosemann, Matthias (1866–1961), deutscher Geistlicher
- Rosemann, Rudolf (1870–1943), deutscher Physiologe
- Rosemann, Stefan (* 1971), deutscher Politiker (SPD), Bürgermeister von SiegburgStefan Rosemann (* 1971)

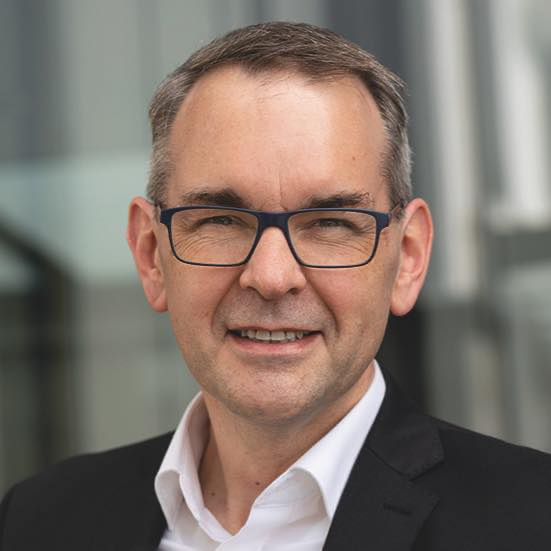
Stefan Rosemann (* 1971)

- Rosemann, Susann (* 1969), deutsche Autorin historischer Romane
- Rosemann, Sven (* 1989), deutscher American-Football-Spieler
- Rosemann, Thomas (* 1969), deutscher Mediziner und Hochschullehrer
- Rosemann, Uwe (* 1953), deutscher Bibliothekar
- Rosemann, Walther (1899–1971), deutscher Mathematiker
- Rosemann, Wolfram (1925–2013), deutscher Hörspielregisseur und -autor

### Rosemb
- Rosembach, Joan († 1530), katalanischer Buchdrucker
- Rosemberger, Eberhard († 1527), Maurer und Architekt der Renaissance

### Roseme
- Rosemeyer, Bernd (1909–1938), deutscher Automobilrennfahrer, SS-Mitglied
- Rosemeyer, Bernd (1937–2020), deutscher Arzt, Autor und Professor der Orthopädie
- Rosemeyer, Jenny (* 1974), deutsche bildende KünstlerinJenny Rosemeyer (* 1974)

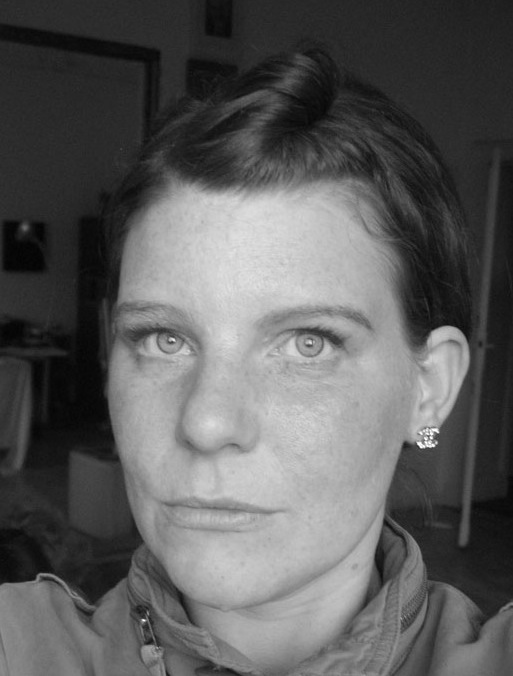
Jenny Rosemeyer (* 1974)

- Rosemeyer, Josef (1872–1919), deutscher Bahnradfahrer, Erfinder und Unternehmer
- Rosemeyer, Malte (* 1982), deutscher Romanist
- Rosemeyer, Nina (* 2001), deutsche Basketballspielerin

### Rosemo
- Rosemond, Anna (1886–1966), US-amerikanische Schauspielerin
- Rosemond, Emily (* 1986), australische Bahnradsportlerin und ehemalige Shorttrack-Läuferin
- Rosemont, Franklin (1943–2009), amerikanischer Dichter und Anarchist
- Rosemont, Romy (* 1964), US-amerikanische Schauspielerin und Synchronsprecherin